# 横川駅 (広島県)
横川駅（よこがわえき）は、広島県広島市西区横川町三丁目にある、西日本旅客鉄道（JR西日本）の駅である。
本項では近接する広島電鉄横川線の横川駅停留場（よこがわえきていりゅうじょう）についても記述する。

## 乗り入れ路線
JR西日本の駅には、当駅を所属線とする山陽本線と、当駅を起点とする可部線が乗り入れる。 可部線は線路名称上は当駅を起点とするものの、全列車が広島駅まで乗り入れる。JRの駅番号は山陽本線がJR-R03、可部線がJR-B03。
広島電鉄の停留場には、横川線が乗り入れる。広島電鉄の駅番号はY04。
乗り入れ路線
-  JR山陽本線（広島・新白島方面 - 西広島・宮島口・岩国方面）
-  JR可部線（広島・新白島 - 大町・緑井・可部方面）
- 広島電鉄横川線： 7号線（紙屋町西・市役所前・広島港 宇品方面）、 8号線（土橋・舟入・江波方面）

## 歴史

### 国産乗合バス発祥の地

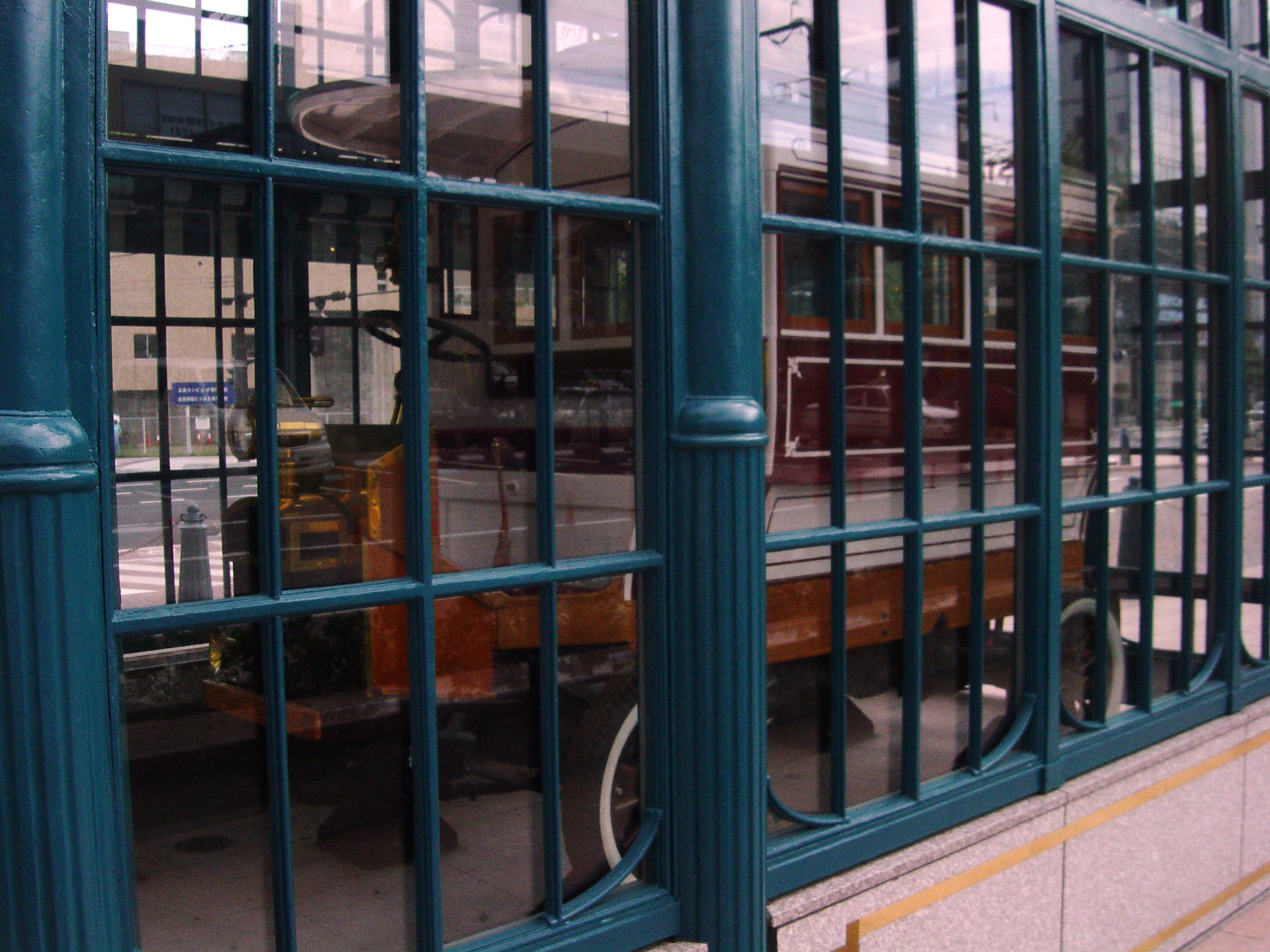
横川駅に展示してある日本最初の国産乗合バス（復元）

1905年（明治38年）2月5日、12人乗りの乗合バスが横川町 - 可部町間約15kmの運行を開始、これは日本最初の国産乗合バスであった。なお、これよりも早い1903年（明治36年）9月20日に京都で乗合バスが運行され、後にバスの日に設定されたものの、使われた車両は6人乗りで現在の「バス」の法定義である「11人以上が乗れる車」の要件は満たしていない。
後に、このことを知った地域の横川商店街が「レトロバス復元の会」を設立。車体の復元が始まった。2004年3月の復元完成時に役割を終えた会は解散、同時に町興しに活用すべく「広島かよこバス活用委員会」を設立。復元時に「かよこバス」と名付けた。名前の由来は、レトロバス復元記念の土産物を開発に取り組んでいた活用委員会メンバーの可部の「か」に横川の「よこ」を取って「かよこ」という駄洒落から。2004年から横川駅前には当時の車両を復元した物が展示されている。

### JR西日本

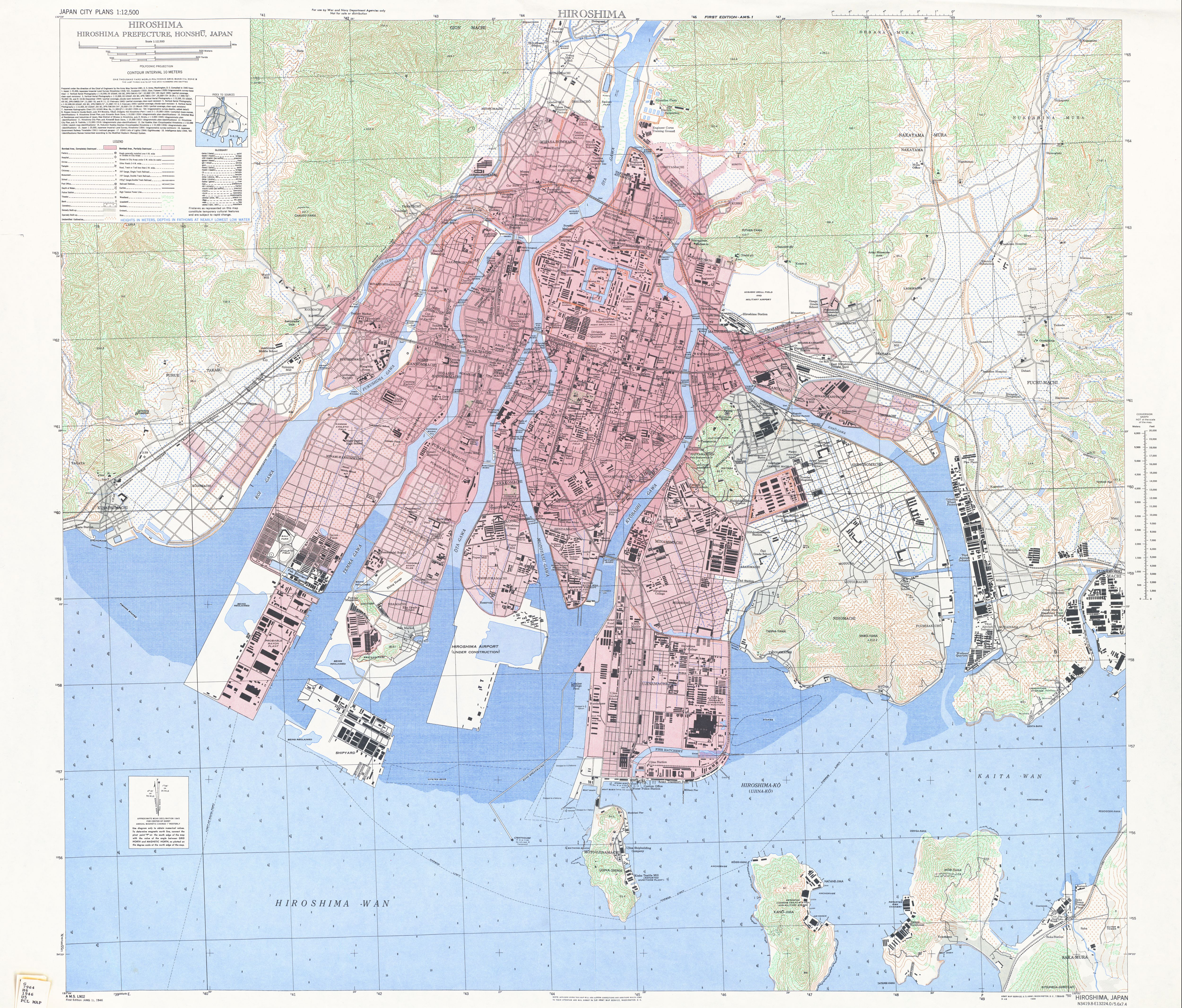
1945年米軍作成の広島市地図。"Yokogawa Station"表記。

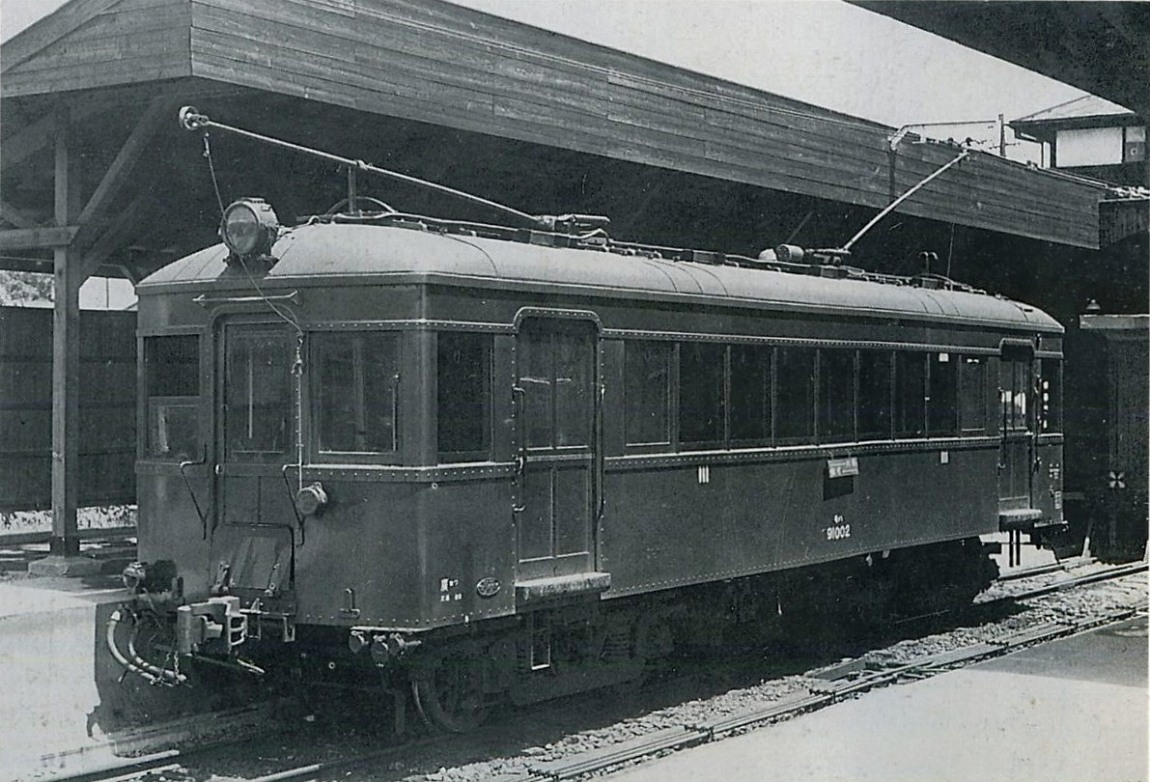
1938年、横川駅でのモハ91002。同車はこの7年後に同駅ホームで原爆投下により駅舎とともに大破、翌年廃車される。広浜鉄道の電車#被爆、その後を参照。

- 1897年（明治30年）9月25日：山陽鉄道 広島駅 - 徳山駅間延伸時に開業[1]。一般駅[1]。
- 1906年（明治39年）12月1日：山陽鉄道が国有化、官設鉄道の駅となる[1]。
- 1909年（明治42年）
  - 10月12日：線路名称制定。山陽本線の所属となる。
  - 12月19日：大日本軌道広島支社線（後の可部線）の横川停留場が開業[2]。
- 1919年（大正8年）3月11日：大日本軌道広島支社線が可部軌道へ譲渡され、横川停留場も同社の停留場となる。
- 1926年（大正15年）5月1日：可部軌道が広島電気に合併され、横川停留場も同社の停留場となる。
- 1931年（昭和6年）7月1日：広島電気線が広浜鉄道へ譲渡され、横川停留場も同社の停留場となる。
- 1933年（昭和8年）4月20日：広浜鉄道の横川停留場が駅に昇格、横川町駅に改称[2]。
- 1936年（昭和11年）9月1日：広浜鉄道が国有化され、国有鉄道可部線となり、横川町駅を横川駅に統合[6]。
- 1945年（昭和20年）8月6日：原爆投下により、駅舎全壊など大きな被害を受ける。

- 1962年（昭和37年）10月1日：経路変更に伴い、可部線ホームが現在地に移転し[2][注釈 1]、高架化[7]。
- 1963年（昭和38年）6月：太田川放水路工事に伴い山陽本線嵩上げ、それに伴い横川駅高架化[8]。
- 1972年（昭和47年）9月1日：国鉄（→JR）の特定都区市内制度導入に伴い、「広島市内」の駅となる[9]。
- 1980年（昭和55年）9月24日：車扱貨物の取り扱いを廃止（旅客駅となる）[1][注釈 2]。
- 1986年（昭和61年）
  - 4月1日：チッキの取扱を廃止[1]。
  - 4月：みどりの窓口営業開始[10]。
- 1987年（昭和62年）4月1日：国鉄分割民営化により西日本旅客鉄道（JR西日本）の駅となる[1][2]。
- 1991年（平成3年）3月16日：可部線の全列車が広島駅まで乗り入れ開始。通常時に当駅を始発・終着とする列車が消滅する。
- 1993年（平成5年）8月6日：山陽本線ホームで試験的に入線メロディーを導入[11]。
- 1994年（平成6年）3月：山陽本線ホームに「せせらぎ」と「春」の組み合わせで入線メロディーを本格導入[12]。
- 2003年（平成15年）8月23日：新駅舎が完成[13]。
- 2004年（平成16年）3月28日：復元した日本初の国産乗合バスの展示場を駅前広場内に設置し、同時に南口の駅ビル「横川駅NKビル」が開業[14]。同時に北口および南北自由通路の壁面が改装される[15]。
- 2006年（平成18年）4月1日：北口をジェイアール西日本広島メンテックに業務委託。[要出典]
- 2007年（平成19年）
  - 5月23日：ICOCA対応の自動改札機設置。
  - 8月9日：自動体外式除細動器（AED）を南口と北口にそれぞれ設置。
  - 9月1日：ICカード「ICOCA」の利用が可能となる。
  - 12月29日：南口にみどりの券売機を導入。
- 2010年（平成22年）3月13日：旅客案内におけるのりば番号を改称。可部線下りホームを4番のりばから5番のりばに、可部線上りホームを5番のりばから6番のりばに改称し、4番のりばは欠番となる。
- 2011年（平成23年）4月1日：ジェイアール西日本広島メンテックに駅業務を委託していた北口を直営化。[要出典]
- 2013年（平成25年）4月：可部線線形改良工事起工[16]。
- 2014年（平成26年）
  - 2月9日：可部線線形改良工事に伴い、3番のりば拡幅。
  - 8月20日：平成26年8月豪雨に伴う広島市で土砂災害が発生。可部線が始発から全線が運休となる[17]。13時7分から横川駅 - 緑井駅間が運行再開[17][18]。
- 2015年（平成27年）3月：ダイヤ改正までに可部線線形改良工事と北口耐震工事が完了。
- 2020年（令和2年）3月14日：ダイヤ改正に伴い、1年ぶりに運転を再開した、土休日限定の快速「シティライナー」の停車駅となる[19]。
- 2021年（令和3年）
  - 7月31日：北口のみどりの窓口の営業を終了[20]。
  - 8月1日：北口が終日無人化。
  - 11月1日：管理駅となる[21]。
- 2022年（令和4年）1月14日：入線メロディーを現行のものへと変更[要出典]。
- 2023年（令和5年）
  - 3月18日：2番のりばに一部の定期列車が発着開始。
  - 5月31日：南口のみどりの窓口の営業を終了[22]。
  - 6月1日：みどりの券売機プラスを導入[22]。

### 広島電鉄
- 1917年（大正6年）11月1日：広島瓦斯電軌（広島電鉄の前身）横川線開業。現在の横川駅付近に横川駅前停留場が、その先の終点として三篠停留場（みささていりゅうじょう）が設置される。
- 1926年（大正15年）頃：三篠停留場を横川停留場に改称。
- 1941年（昭和16年）7月28日：横川駅前停留場廃止。
- 1951年（昭和26年）7月19日：軌道を70m短縮し、横川停留場を移設。当時は横川駅前交差点東の国道路上に設置された、1面1線の上り下り併用ホームであった[23]。
- 1996年（平成8年）10月：駅番号「Y5」を付与[24]。
- 2001年（平成13年）11月1日：横川駅停留場に改称[25][26]。
- 2003年（平成15年）3月27日：現在地に移転[27]。
- 2025年（令和7年）8月3日：駅番号を「Y04」へ変更[28]。

## 駅構造

### JR西日本
島式ホーム2面4線と単式ホーム1面1線の合わせて3面5線を持つ高架駅。JRの特定都区市内制度における「広島市内」の駅である。
直営駅である。ICOCA（相互利用可能ICカードはICOCAの項を参照）が利用可能。
駅舎は南側と北側にある。2003年（平成15年）落成の南口の駅舎は地上に、1949年（昭和24年）に落成し2003年（平成15年）に改装された北口の駅舎は可部線の高架下にある。南北それぞれに改札口、南口にはみどりの券売機プラス を備え、デイリーインもある。コンコースから各ホームへはエレベーターが設置されている。駅舎の西側には、南北連絡用の自由通路トンネルが設けられている。
JRが発行する乗車券においては、群馬県にある東日本旅客鉄道（JR東日本）信越本線の横川駅（こちらは「よこかわ」と読み、電報略号は「ヨコ」）と区別するため、「（陽）横川」と表記している。

#### のりば
| のりば | 方向     | 路線 | 行先               | 備考                                         |
| ------ | -------- | ---- | ------------------ | -------------------------------------------- |
| 1・2   | 山陽本線 | 下り | 宮島口・岩国方面   | 2番のりばは一部列車のみ                      |
| 2・3   | 山陽本線 | 上り | 広島・呉方面       | 山陽本線岩国方面から 2番のりばは一部列車のみ |
| 5      | 可部線   | 下り | 緑井・あき亀山方面 |                                              |
| 6      | 山陽本線 | 上り | 広島・呉方面       | 可部線可部方面から                           |

付記事項
- 2番のりばは一部定期列車の発着以外に、広島駅からの回送電車の折り返しや、臨時、事故・トラブル・大雨・落雷などによるダイヤの乱れの場合と、気動車、下関総合車両所から・への回送に使われることがある。
- かつては2・3番ホームと5・6番ホームの間に横川電車区の線路があったが現在は撤去されている。
- 2010年3月13日より、可部線ホームは4・5番のりばから5・6番のりばに改称された。
- 可部線の5・6番のりばから山陽本線へ合流する線路が単線である為に、可部線上り列車が下り列車を横川駅で待ち合わせする状況が発生していたが、可部線列車同士の山陽本線上下線同時進入出を可能にする為の配線変更工事が行われた[16][31]。それに伴い3番のりば東側が北に約1ｍ移動し、同時に3番のりばが拡幅された。同工事中に2番のりばの岩国方面側に停止位置目標が新たに設置されている。
- 線形改良工事に合わせて駅舎北口側で耐震補強工事も行われ、可部線配線変更、北口耐震工事共に2015年3月14日のダイヤ改正までに完工した。それに伴い、山陽本線と可部線を接続する分岐器の高番化も実施され、5番のりば到着と6番のりば出発の制限速度が45km/hに緩和された。
- 2023年3月18日から一部の列車が2番のりばから発着するようになった。広島方面行きの1本は当駅での停車時刻を長くとっている[注釈 6]。

### 広島電鉄
JR横川駅（南口）広場内東側にある。大屋根が停留場を覆うように設けられており、雨の日でも濡れずにJR横川駅へ乗換えができるようホームにも屋根がついている。
両のりばとも、7号線広電本社前行きおよび8号線江波行き電車が停車する。これは、1つの列車が当停留場を境に7号線と8号線を交互に運転すること（俗に三角運用と呼ばれている）があるためである（一部時間帯を除く）。当停留場にはほとんどの場合単車が乗り入れているが、朝ラッシュ時には連接車の乗り入れも設定されている。朝ラッシュには係員が案内をし、集札員が中扉からの降車客の運賃収集を行う。
停留場直前の国道上にクロスオーバー線路を敷き、両ホームにおける入線と出発を可能にしている。1番線は線路の左右にホームが有り、1番ホームの向かい側を降車専用ホームにしている。降車専用ホームにはホーム番号は設定されていない。
なお、2003年3月26日までは、横川駅前交差点の東側に1面1線の片面ホームの形で存在していた（白島停留場と同様の構造）。

#### 運行系統
| のりば | 系統・行先                                 |
| ------ | ------------------------------------------ |
| 1・2   | ■7：（紙屋町西経由）広島港・広電本社前ゆき |
| 1・2   | ■8：（土橋経由）江波ゆき                   |

## ギャラリー

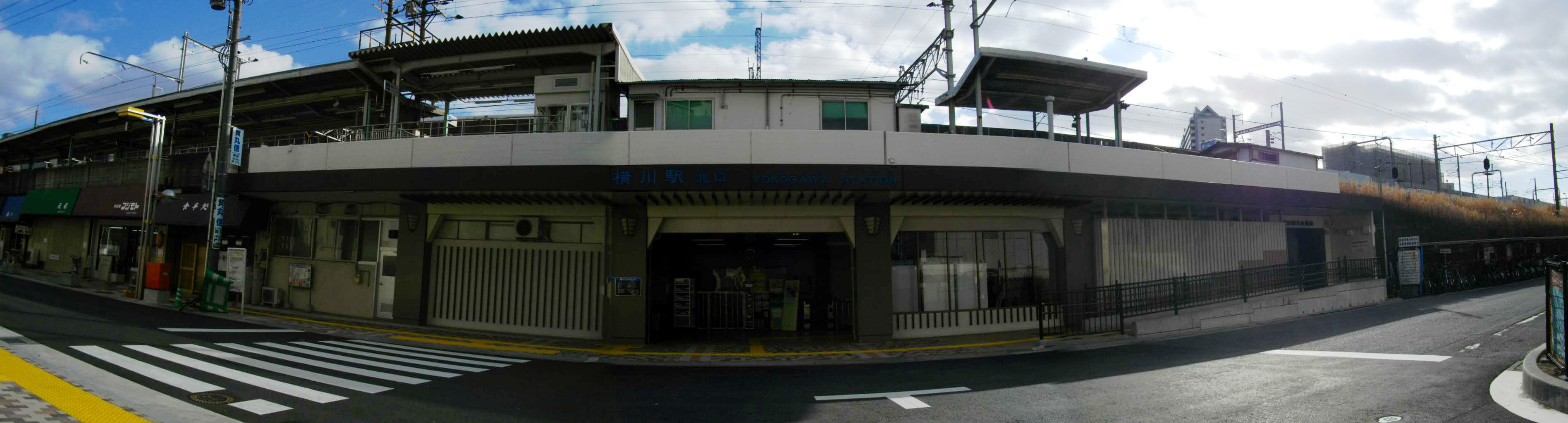
北口（2009年2月）
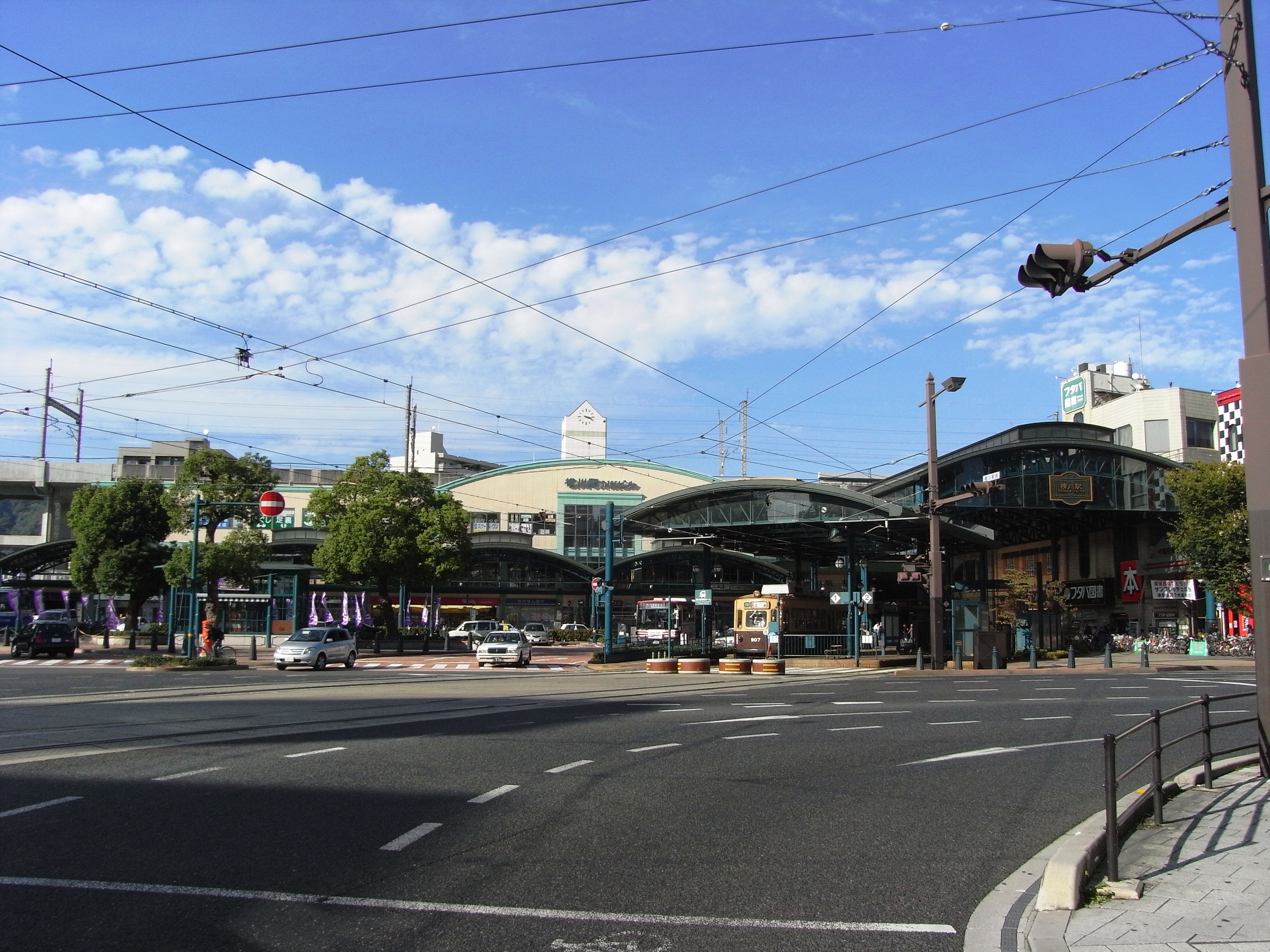
南口（2008年10月、交差点より）
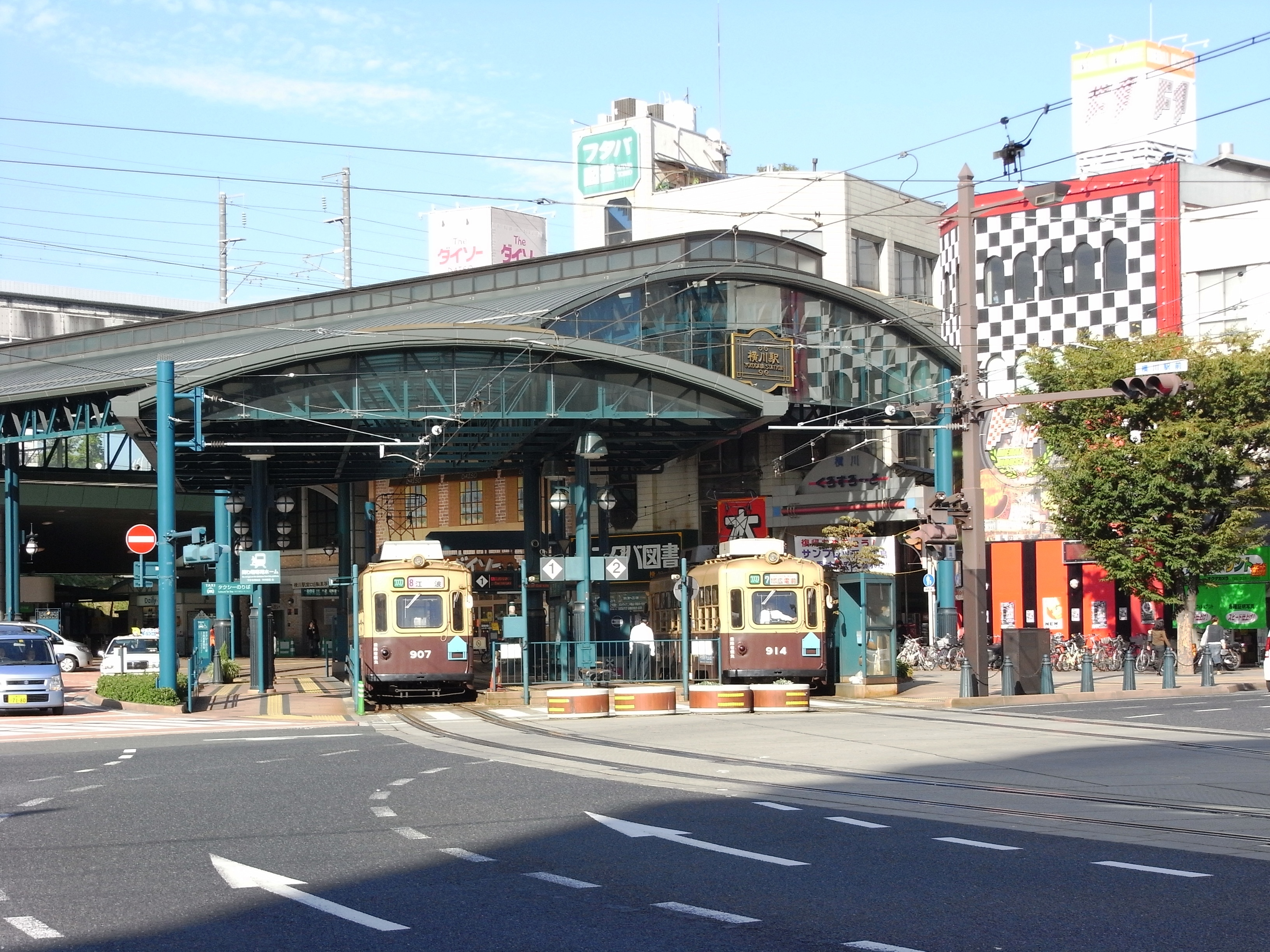
南口（2008年10月、広電駅舎）
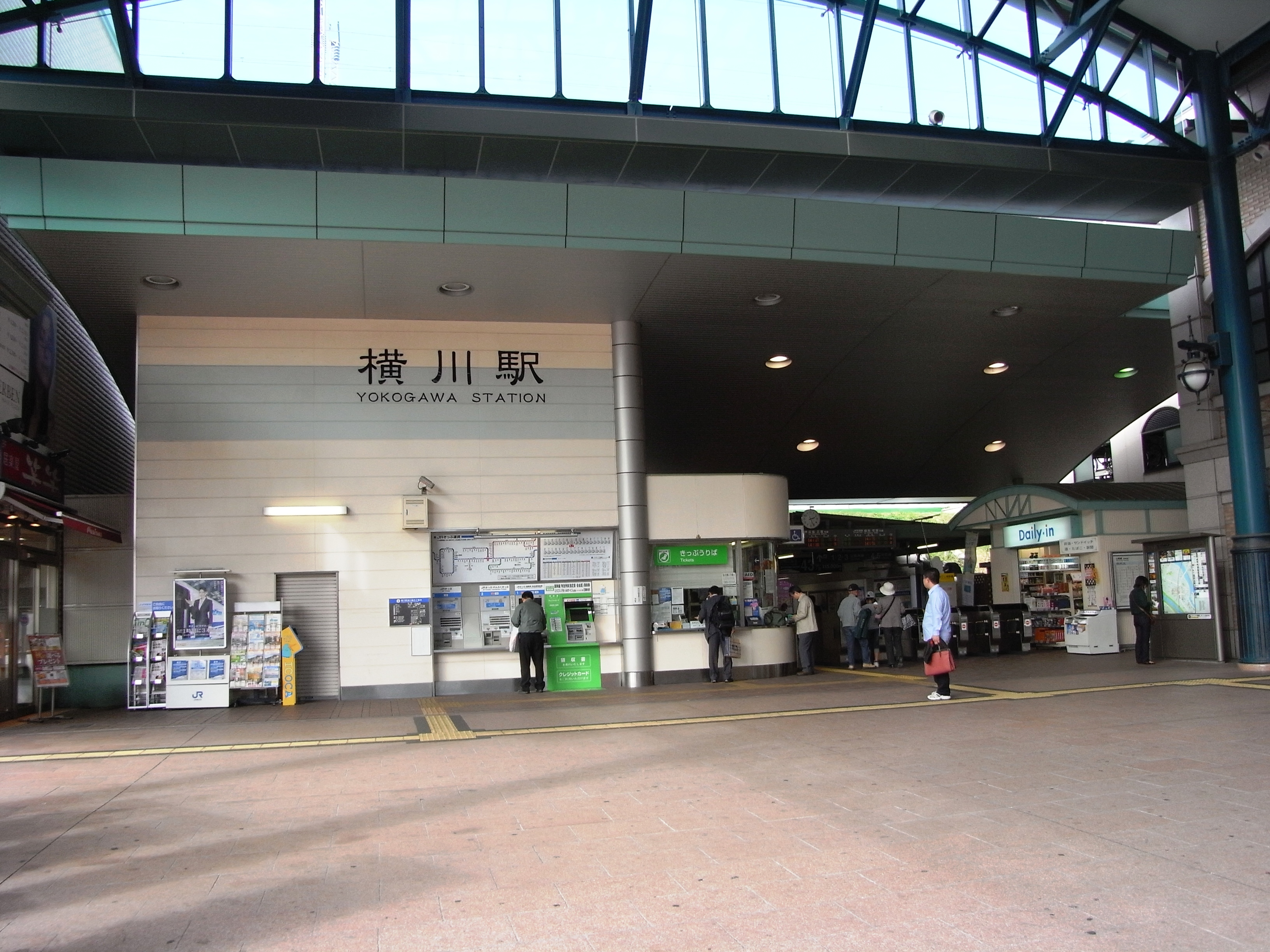
南口（2008年10月、改札口）
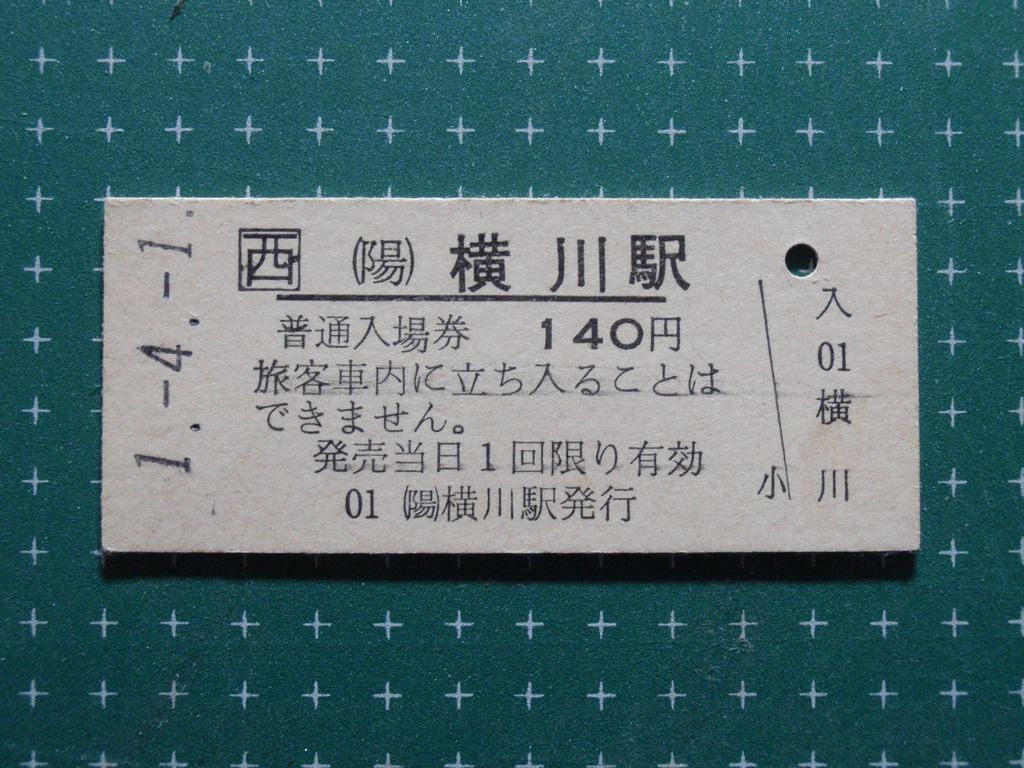
入場券。「（陽）横川」と表記。
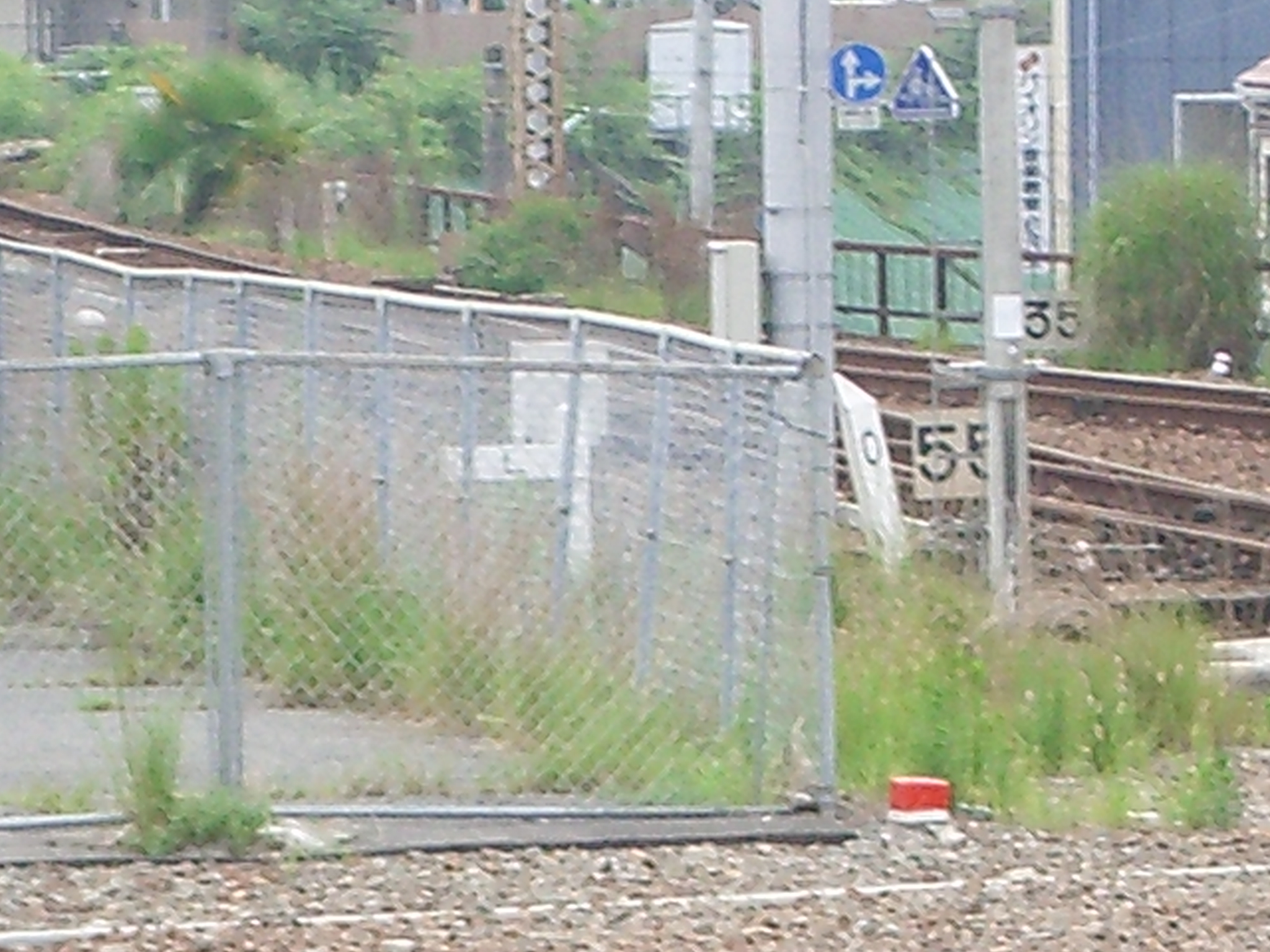
駅構内に立つ可部線の0キロポスト

## 利用状況
JR西日本
以下の情報は、広島市統計書及び広島市勢要覧に基づいたデータである。
| 年度               | 1日平均 乗車人員 | 1日平均 降車人員 |
| ------------------ | ---------------- | ---------------- |
| 1947年（昭和22年） | 7,305            | -                |
| 1948年（昭和23年） | 10,182           | -                |
| 1949年（昭和24年） | 8,291            | -                |
| 1950年（昭和25年） | 7,103            | -                |
| 1951年（昭和26年） | 6,671            | 6,338            |

| 年度               | 1日平均 乗車人員 | 年度毎 乗客数 | 年度毎 降車数 | 年度毎 発送貨物(t) | 年度毎 到着貨物(t) |
| ------------------ | ---------------- | ------------- | ------------- | ------------------ | ------------------ |
| 1952年（昭和27年） | 6,399.9          | 2,335,973     | -             | -                  | -                  |
| 1953年（昭和28年） | 5,783.5          | 2,110,993     | -             | -                  | -                  |
| 1954年（昭和29年） | 5,507.1          | 2,010,079     | -             | -                  | -                  |
| 1955年（昭和30年） | 5,265.8          | 1,927,269     | -             | -                  | -                  |
| 1956年（昭和31年） | 5,528.9          | 2,018,060     | -             | -                  | -                  |
| 1957年（昭和32年） | 5,714.4          | 2,085,762     | -             | 26,555             | 71,997             |
| 1958年（昭和33年） | 5,788.1          | 2,112,673     | 2,088,830     | 23,865             | 76,418             |
| 1959年（昭和34年） | 5,957.8          | 2,180,562     | 2,169,209     | 23,145             | 81,463             |
| 1960年（昭和35年） | 6,100.3          | 2,226,625     | 2,208,286     | 21,173             | 78,671             |
| 1961年（昭和36年） | 5,529.2          | 2,018,167     | 1,982,341     | 28,733             | 79,054             |
| 1962年（昭和37年） | 5,319.8          | 1,941,711     | 1,916,864     | 19,584             | 79,354             |

以上の1日平均乗車人員は、年度毎乗客数を365（閏年が関係する1955・1959年は366）で割った値を、小数点第二位で四捨五入。小数点一位の値にした物である。
| 年度               | 1日平均 乗車人員 | 年度毎 総数 | 定期券 総数 | 普通券 総数 | 年度毎 発送貨物(t) | 年度毎 到着貨物(t) |
| ------------------ | ---------------- | ----------- | ----------- | ----------- | ------------------ | ------------------ |
| 1963年（昭和38年） | 5,598.3          | 4,097,931   | 3,344,314   | 753,617     | -                  | -                  |
| 1964年（昭和39年） | 6,056.7          | 4,421,401   | 3,582,862   | 838,539     | 18,678             | 74,153             |
| 1965年（昭和40年） | 6,834.2          | 4,988,954   | 4,017,120   | 971,834     | 13,859             | 66,023             |
| 1966年（昭和41年） | 6,750.0          | 4,927,474   | 4,018,480   | 908,994     | 7,687              | 68,158             |
| 1967年（昭和42年） | 6,776.8          | 4,960,623   | 3,954,334   | 1,006,289   | 10,407             | 76,459             |
| 1968年（昭和43年） | 6,165.1          | 4,500,533   | 3,469,088   | 1,031,445   | -                  | -                  |
| 1969年（昭和44年） | 5,967.8          | 4,356,463   | 3,356,418   | 1,000,045   | -                  | -                  |
| 1970年（昭和45年） | 6,209.4          | 4,532,835   | 3,375,512   | 1,157,323   | -                  | -                  |
| 1971年（昭和46年） | 6,305.2          | 4,615,424   | 3,352,004   | 1,263,420   | -                  | -                  |
| 1972年（昭和47年） | 6,423.2          | 4,688,907   | 3,233,512   | 1,455,395   | -                  | -                  |
| 1973年（昭和48年） | 7,306.5          | 5,333,770   | 3,408,290   | 1,925,480   | -                  | -                  |
| 1974年（昭和49年） | 8,239.1          | 6,014,529   | 3,711,488   | 2,303,041   | -                  | -                  |
| 1975年（昭和50年） | 9,767.1          | 7,149,491   | 3,741,790   | 3,407,701   | -                  | -                  |
| 1976年（昭和51年） | 9,539.1          | 6,963,513   | 4,030,328   | 2,933,185   | -                  | -                  |
| 1977年（昭和52年） | 9,278.5          | 6,773,331   | 3,986,980   | 2,786,351   | -                  | -                  |
| 1978年（昭和53年） | 9,353.8          | 6,828,295   | 4,135,530   | 2,692,765   | -                  | -                  |

以上の1日平均乗車人員は、乗車数と降車数が同じであると仮定し、年度毎総数を365（閏年が関係する1963・1967・1971・1975年は366）で割った後で、さらに2で割った値を、小数点第二位で四捨五入。小数点一位の値にしたものである。
| 年度                | 1日平均 乗車人員 |
| ------------------- | ---------------- |
| 1979年（昭和54年）  | 8,894            |
| 1980年（昭和55年）  | 8,889            |
| 1981年（昭和56年）  | 8,811            |
| 1982年（昭和57年）  | 8,875            |
| 1983年（昭和58年）  | 8,977            |
| 1984年（昭和59年）  | 9,285            |
| 1985年（昭和60年）  | 9,860            |
| 1986年（昭和61年）  | 10,299           |
| 1987年（昭和62年）  | 12,200           |
| 1988年（昭和63年）  | 12,582           |
| 1989年（平成 元年） | 13,309           |
| 1990年（平成02年）  | 14,478           |
| 1991年（平成03年）  | 15,301           |
| 1992年（平成04年）  | 16,312           |
| 1993年（平成05年）  | 16,942           |
| 1994年（平成06年）  | 16,386           |
| 1995年（平成07年）  | 15,624           |
| 1996年（平成08年）  | 15,524           |
| 1997年（平成09年）  | 15,131           |
| 1998年（平成10年）  | 14,949           |
| 1999年（平成11年）  | 14,868           |
| 2000年（平成12年）  | 14,679           |
| 2001年（平成13年）  | 14,384           |
| 2002年（平成14年）  | 14,283           |
| 2003年（平成15年）  | 15,001           |
| 2004年（平成16年）  | 15,875           |
| 2005年（平成17年）  | 16,499           |
| 2006年（平成18年）  | 16,714           |
| 2007年（平成19年）  | 17,168           |
| 2008年（平成20年）  | 17,562           |
| 2009年（平成21年）  | 17,696           |
| 2010年（平成22年）  | 17,635           |
| 2011年（平成23年）  | 17,751           |
| 2012年（平成24年）  | 17,856           |
| 2013年（平成25年）  | 18,249           |
| 2014年（平成26年）  | 17,762           |
| 2015年（平成27年）  | 16,758           |
| 2016年（平成28年）  | 16,901           |
| 2017年（平成29年）  | 17,016           |
| 2018年（平成30年）  | 16,867           |
| 2019年（令和 元年） | 17,024           |
| 2020年（令和02年）  | 13,364           |
| 2021年（令和03年）  | 13,586           |
| 2022年（令和04年）  | 14,562           |
| 2023年（令和05年）  | 15,327           |

乗車数グラフ
JRの駅としては広島市の中心である紙屋町に最も近かったため、もともと通勤客の利用が多かったが、2003年（平成15年）の広島電鉄7号線運行開始以来、顕著に増加の趨勢がみられる。1日平均乗車人員は、広島県では第3位である（広島市では第2位）。
広島電鉄
各年度の「移動等円滑化取組報告書（軌道停留場）」によると、近年の1日平均乗降人員は以下の通りである。
| 年度                | 1日平均 乗降人員 |
| ------------------- | ---------------- |
| 2019年（令和 元年） | 7,104            |
| 2020年（令和02年）  | 5,379            |
| 2021年（令和03年）  | 5,637            |
| 2022年（令和04年）  | 6,111            |
| 2023年（令和05年）  | 6,654            |
| 2024年（令和06年）  | 6,735            |

## 駅周辺

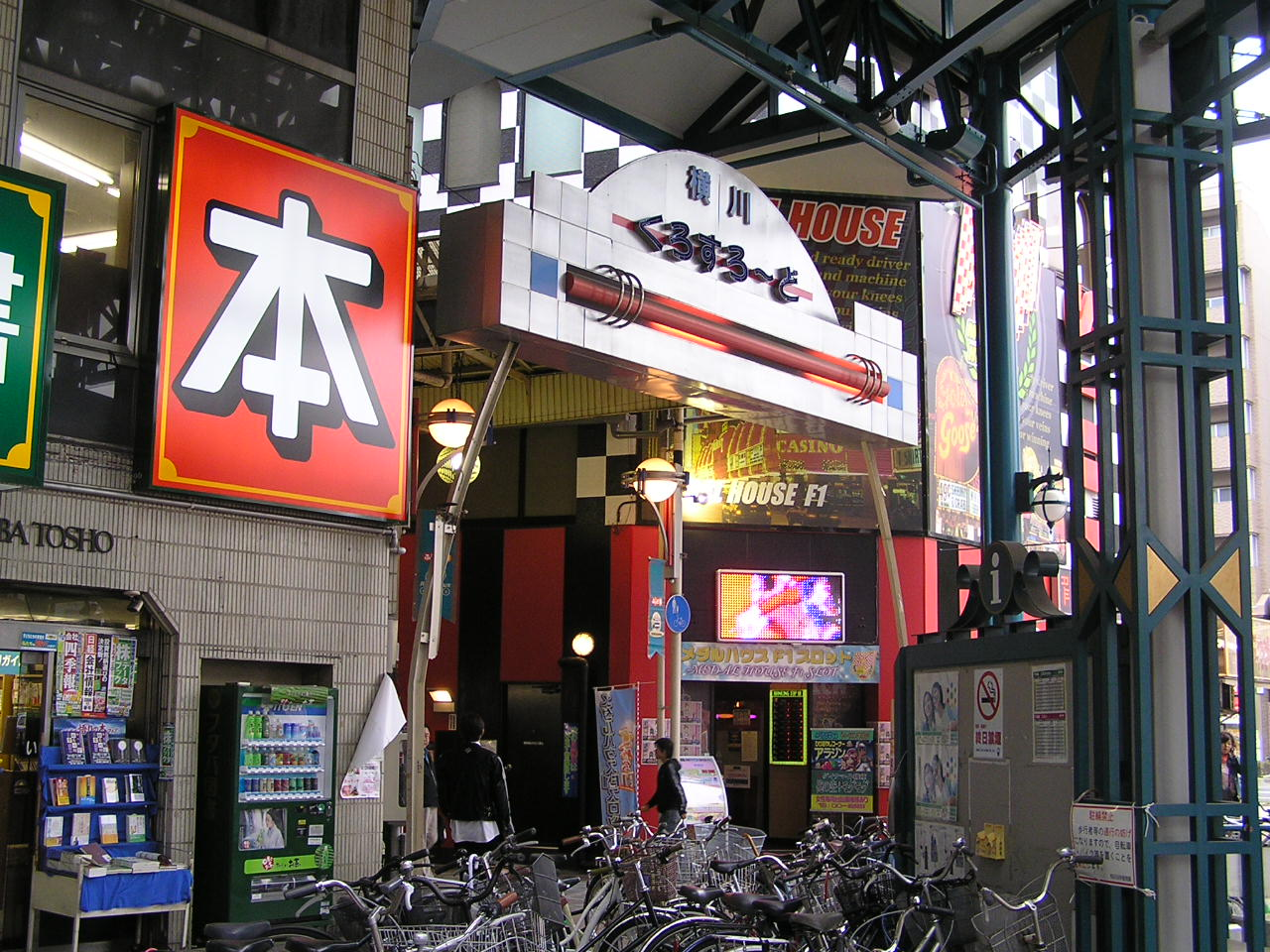
駅前商店街

### 南口
- 西区区民文化センター
  - 広島市立西区図書館
- 横川商店街
- 横川シネマ!!
- フレスタモールカジル横川
  - フレスタ横川本店
- フタバ図書横川店
  - 快活CLUB広島横川店
- 広島横川郵便局
- 広島銀行横川支店
- 広島信用金庫横川支店
- 長崎病院 - 原爆投下時、横川駅の陰になった（被爆当時三篠町に所在。2014年より横川新町）ことで損害が比較的軽微だったことから、被爆者の救護拠点として機能したことで知られる。
- 横川駅前広場 - 平成16年度国土交通省手づくり郷土賞（地域整備部門）受賞。
- 広島市中央公園
  - エディオンピースウイング広島
- 広島高速4号線（広島西風新都線） 中広出入口

### 北口
- 広島市立三篠小学校
- もみじ銀行三篠支店

## バス路線

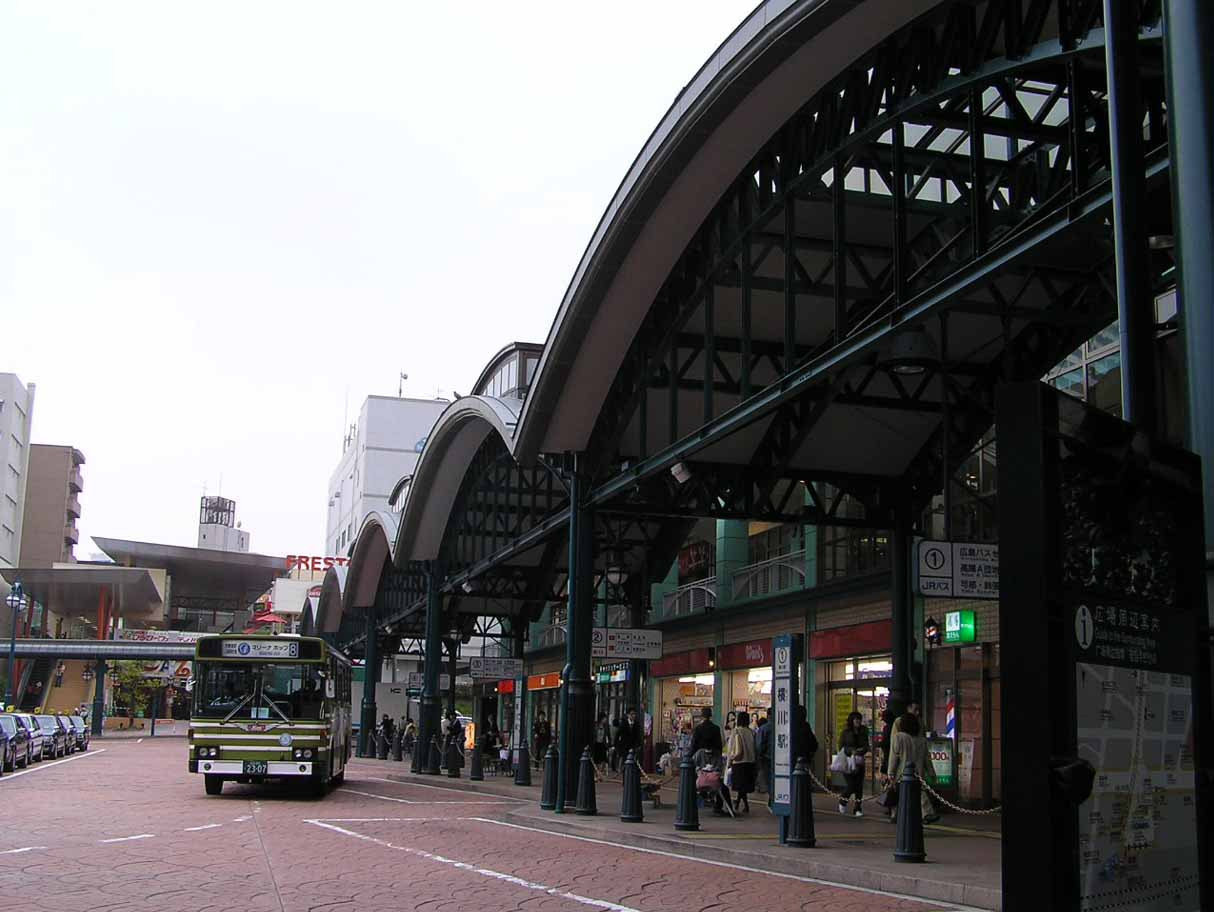
駅前バスのりば

広島地区のバス路線は、基本的に、市内線（主に旧市内（中区・西区・南区の3区と東区の一部）だけを走る路線）と郊外線（広島バスセンターまたは広島駅・八丁堀と旧市内の外を結ぶ路線）に大別され、これらはバス停も別々になっている。
横川駅においても、市内線は南口ロータリー内、郊外線は国道183号（2008年（平成20年）4月1日に道路管理者が国土交通省から広島市に移管されたことに伴い、国道54号から変更された）上と分かれて設置されている。ただし、広島駅と違い、横川駅では可部街道を通る広島電鉄、広島交通のバスはロータリーに入らない。
なお、郊外線バス停の市内線乗り場（広島バスが郊外線と同方向に向かう22号線乗り場として使用）としての名称は、上りが「横川3丁目」、下りが「横川1丁目」と同じバス停に「横川駅前」バス停乗り場が併設されている。
1番乗り場（ロータリー内）（JRバス中国）
15K - 広島バスセンター方面
30-4 雲芸南線 - 広島バスセンター・高陽A団地・高陽車庫方面
2番乗り場（ロータリー内）（広島バス）
23 横県線 - 紙屋町・八丁堀・（昭和町経由/段原中央経由）・大学病院方面
3番乗り場（ロータリー内）（広電バス）
63 西風新都線 - 花の季台・こころ団地方面
4番乗り場（ロータリー内）（広電バス）
7号線（平日朝1本のみ） -  十日市・市役所前・東雲・向洋新町車庫方面
8号線（平日と土曜のみ） -  観音マリーナホップ方面
61号線（平日朝は10番乗り場から発車） - 広島修道大学・五月が丘・免許センター・ジアウトレット広島・そらの北方面
65号線（平日のみ） - 三菱団地・安佐動物公園・あさひが丘方面
5番乗り場（横川駅前交差点西 北側 広島西警察署横川交番前）（広電バス）
61,63,65号線 - 広島バスセンター方面
6番乗り場（横川1丁目 横川駅前交差点南 西側 JA広島市横川支店前）（広島バス、広島交通、広電バス）
22 横川線 - 三滝観音方面
70 毘沙門台・サンハイツ線・あさひが丘線 - びしゃもん台・サンハイツ・沼田高校・安佐動物公園・あさひが丘方面
71 川内線（安佐大橋）・春日野・山本・広島経済大学線 平原線（広島文化学園） - 川内・安佐大橋・矢口駅前方面・山本東亜ハイツ・春日野・広島経済大学方面・広島文化学園・祇園が丘方面
72 桐陽台・大林・吉田線・南原線・上根・吉田線 - （緑井経由）桐陽台・大林車庫・吉田・南原方面
73 勝木線・豊平・琴谷線 - （緑井経由）可部・勝木・飯室・豊平・琴谷方面
74 上原線・南原線・三段峡線 - （佐東バイパス経由）上原・研修センター・安芸太田町・三段峡方面
75 三段峡線 - （高速道経由）安芸太田町・三段峡方面
7番乗り場（横川1丁目 横川駅前交差点南 東側 横川一丁目停留場東側）（広島バス）
22 横川線 - 十日市・紙屋町・八丁堀・広島駅方面
8番乗り場（横川3丁目 横川駅前交差点東 北側 横川3丁目交差点西）（広島バス）
22 横川線 - 三滝観音方面
9番乗り場（横川3丁目 横川駅前交差点東 南側 広島信用金庫横川支店向かい）（広島バス、広島交通、広電バス）
22 横川線 - 十日市・紙屋町・八丁堀・広島駅方面
70,71,72,73,74,75号線 広島バスセンター・八丁堀・広島駅方面
10番乗り場（横川駅前交差点西 南側 横川メディカルプラザ前）（広電バス）
61号線（平日朝のみ） - 広島修道大学・免許センター・ジアウトレット広島方面

## 隣の駅
西日本旅客鉄道（JR西日本）
 山陽本線
■快速「シティライナー」（土休日のみ運転）
広島駅 (JR-R01) - 横川駅 (JR-R03) - 五日市駅 (JR-R06)
■快速「通勤ライナー」（平日朝上りのみ運転）・■普通
新白島駅 (JR-R02) - 横川駅 (JR-R03) - 西広島駅 (JR-R04)
 可部線（広島駅 - 横川駅間は山陽本線を経由）
新白島駅 (JR-B02)  - 横川駅 (JR-B03) - 三滝駅 (JR-B04)
- なお、呉線に直通する普通列車の一部は広島駅以東で快速となる。

広島電鉄
横川線
横川一丁目停留場 (Y03) - 横川駅停留場 (Y04)